# ドビンソン漂流記
『ドビンソン漂流記』（ドビンソンひょうりゅうき）は、藤子不二雄（のちの藤子・F・不二雄）による日本の漫画。家の光協会の児童雑誌『こどもの光』（後の『ちゃぐりん』）において、1971年から1972年まで連載された。全24話。地球に流れ着いた宇宙人の少年ドビンソンを主人公としたSFギャグ漫画である。

## 概要
『こどもの光』は農村向け家庭雑誌『家の光』の別冊だが、農家の子供たちが気分転換できるように、また児童雑誌には漫画があるべきとの考えから、ほかの漫画雑誌と同様に漫画も重視した方針がとられていた。そうした背景をもとに漫画作品の王道かつ主要記事として、1971年時点ですでに有名漫画家となっていた藤子不二雄の藤本弘により執筆された作品が本作である。前述のような方針から、漫画の中に農業の要素を加えるといったことはまったく行われず、藤本には雑誌の刊行形態、ページ数、読者の年齢層などが伝えられた以外、タイトルや内容はすべて藤本に一任されていた。
折りしも連載開始の2年前の1969年にはアメリカのアポロ計画のロケットが月に到達しており、宇宙を題材とした本作は、当時の子供たちの興味を集めていた。掲載時に『こどもの光』の編集長を務めていた村谷直道は後に、作中で主人公のドビンソンが遠く離れた家族を常に想っていることから、家庭雑誌から生まれた『こどもの光』の作品としてふさわしい漫画だったとも語っている。

## あらすじ
宇宙の彼方のポッド星の少年ドビンソンは宇宙船の事故に遭い、宇宙救命ボートのロボートで脱出した末に地球に漂着した。ロボートとともにマサル少年の家に居候することになったドビンソンは、地球での出来事を記録した『ドビンソン漂流記』の母星での出版を目指しつつ、母星に帰るためのさまざまな機械を自作するが、不慣れな地球の材料で作られる上、地球の常識に疎いドビンソンの作り出す機械により、様々な騒動が巻き起こる。

## 登場人物
ドビンソン
声 - 櫻井みゆき(「Fシアター ゆめの町ノビランド」)
ポッド星人の少年。地球人に似た姿だが、大きな耳と尻尾を持ち、口から熱い蒸気を吹き出したり、「カサカ」と叫ぶことで物を逆さまにひっくり返す能力を持つ。地球よりも文明の進んだ星の出身であり、自身も高い知能を持つため、言動が生意気に見えることもあるが、故郷の母を想って涙ぐむなど、子供らしい一面も持つ。
ロボート
ドビンソンが乗っていた宇宙船の宇宙救命ボート。ロボットでもあり、名前はロボットボートの略。ドビンソンが飛び乗った時には整備前であったため、助けを呼ぶ通信機などは故障していた。地球上では人間に似せた体型に変形して行動し、言葉も話す。本来の姿である円盤型に変形すれば、人間2人ていどを乗せて飛行できる。
マサル
ドビンソンが居つくことになる家の少年。何かと騒動の種であるドビンソンと喧嘩をすることもあるが、根は深い友情で結ばれており、中盤でドビンソンがポッド星へ帰りそうになったときは、淋しそうに握手をかわしている。

## 書誌情報
- 『ドビンソン漂流記』 双葉社〈パワァコミックス〉、全2巻
  1. 1977年8月発行
  2. 1977年9月発行
- 『星人ドビンソン漂流記』 中央公論社〈藤子不二雄ランド〉、全2巻
  1. 1988年8月発行（1988年8月1日発売[1]）、ISBN 978-4-12-410203-1
  2. 1988年9月発行（1988年9月1日発売[1]）、ISBN 978-4-12-410207-9
- 『ドビンソン漂流記』 小学館〈藤子・F・不二雄大全集〉、全1巻
  1. 2010年12月29日発行（2010年12月24日発売[1]）、ISBN 978-4-09-143448-7